# Osmoxylon barbatum
Osmoxylon barbatum är en araliaväxtart som beskrevs av Odoardo Beccari. Osmoxylon barbatum ingår i släktet Osmoxylon och familjen Araliaceae. Inga underarter finns listade.